# Potamocypris fulva
Potamocypris fulva är en kräftdjursart som först beskrevs av Brady 1868.  Potamocypris fulva ingår i släktet Potamocypris och familjen Cyprididae. Inga underarter finns listade i Catalogue of Life.